# Шанъю
Шанъю́ (кит. упр. 上犹, пиньинь Shàngyóu) — уезд городского округа Ганьчжоу провинции Цзянси (КНР).

## География
По состоянию на 2024 год леса занимали 81,8 % территории уезда, из которых около 16 тыс. га приходилось на бамбуковые рощи.

## История
Уезд был создан в 952 году, когда эти места входили в состав государства Южная Тан. Во времена империи Сун уезд был в 1212 году переименован в Наньань (南安县). После монгольского завоевания и образования империи Юань уезд был в 1279 году переименован в Юнцин (永清县), однако вскоре после этого ему было возвращено название Шанъю.
После образования КНР в 1949 году был создан Специальный район Ганьчжоу (赣州专区), и уезд вошёл в его состав. В ноябре 1949 года Специальный район Ганьчжоу был расформирован, и был создан Ганьсинаньский административный район (赣西南行署区). 17 июня 1951 года был упразднён Ганьсинаньский административный район и воссоздан Специальный район Ганьчжоу. В мае 1954 года Специальный район Ганьчжоу был переименован в Ганьнаньский административный район (赣南行政区). В мае 1964 года Ганьнаньский административный район был снова переименован в Специальный район Ганьчжоу. В 1970 году Специальный район Ганьчжоу был переименован в Округ Ганьчжоу (赣州地区).
Постановлением Госсовета КНР от 24 декабря 1998 года Округ Ганьчжоу был преобразован в городской округ; это постановление вступило в силу с 1 июля 1999 года.

## Административное деление
Уезд делится на 5 посёлков и 9 волостей.

## Экономика
Шанъю — крупный центр заготовки и переработки бамбука, из которого в уезде производят строительные материалы, мебель, декоративные элементы и музыкальные инструменты. Уезд экспортирует продукцию из бамбука в более чем 30 стран и регионов мира.